# Saidali Iuldachev
Saïdali Iuldalchev ou  Iouldaltchev est un joueur d'échecs ouzbek né le 31 janvier 1968 à Tachkent (République socialiste soviétique d'Ouzbékistan).
Au 1er février 2021, il est le dixième joueur ouzbek avec un classement Elo de 2 430 points.

## Biographie et carrière
Grand maître international en 1996, Iuldalchev remporta la médaille d'argent par équipe lors de l'olympiade d'échecs de 1992 (Ioudaltchev était deuxième échiquier de réserve et marqua 2,5 points en 4 parties). Lors de l'Olympiade d'échecs de 1996, il remporta la médaille d'or au troisième échiquier avec 11 points marqués en 14 parties (performance Eo de 2 738 points) et l'équipe d'Ouzbékistan finit dix-neuvième. Il participa encore à quatre autres olympiade (en 1998, 2002, 2004 et 2008. Il joua également lors de deux championnats du monde par équipes (en 1993 et 2001). En 2018, il participa à l'Olympiade de Batoumi à l'échiquier de réserve (5,5 points marqués en 7 parties) et l'équipe d'Ouzbékistan finit seizième de la compétition.
Il remporta deux fois le championnat d'Ouzbékistan d'échecs : en 1993 et 2003. Il finit deuxième du championnat d'Asie d'échecs en 2001. Ce résultat le qualifiait pour le Championnat du monde de la Fédération internationale des échecs 2001-2002 à Moscou où il fut battu au premier tour par Zurab Azmaiparashvili. En 2002, il participa à la deuxième coupe du monde d'échecs organisée en 2002 à Hyderabad où il finit dernier de la poule A préliminaire.
Lors du championnat d'Asie d'échecs des nations, il remporta six médailles :
- la médaille d'argent par équipe et la médaille d'argent individuelle au quatrième échiquier en 1993 ;
- la médaille de bronze par équipe et la médaille d'argent individuelle à l'échiquier de réserve échiquier en 1995 ;
- la médaille d'or par équipe et la médaille de bronze individuelle au troisième échiquier en 1999.